# Reichsstraße 345
Die Reichsstraße 345 (R 345) war bis 1945 eine Staatsstraße des Deutschen Reichs, die vollständig auf österreichischem Gebiet lag. Die Straße nahm ihren Anfang in Wiener Neustadt an der damaligen Reichsstraße 116 und führte auf der Trasse der jetzigen Wechsel Straße B 54 über Aspang-Markt und Friedberg (Steiermark) und von dort auf der Trasse der jetzigen Steinamangerer Straße B 63 über Oberwart zur ungarischen Grenze kurz hinter Schachendorf. Als Reichsstraße wurde sie am 1. April 1940 eingerichtet.
Ihre Gesamtlänge betrug rund 98 Kilometer.